# Уциев, Ризван Рашитович
Ризва́н Раши́тович Уци́ев (род. 7 февраля 1988, Аргун, Чечено-Ингушская АССР, СССР) — российский футболист, защитник «Ахмата».

## Карьера

### Клубная
Воспитанник челнинского «КАМАЗа» и грозненского «Терека», в котором начал и профессиональную карьеру в 2005 году. Дебютировал в Премьер-лиге 6 ноября 2005 года, выйдя на замену во втором тайме матча 29-го тура против московского «Локомотива». Помимо этого, провёл в том сезоне 24 матча за дублирующий состав клуба, в которых забил 1 мяч. Поскольку «Терек» вылетел из Премьер-лиги, следующие 2 сезона Уциев провёл с командой в Первом дивизионе. В 2006 году сыграл в 7 встречах первенства. В 2007 году сыграл в 2 матчах Первого дивизиона, и стал, вместе с командой, серебряным призёром первенства. Часть сезона 2007 года провёл в аренде в клубе зоны «Юг» Второго дивизиона «Кавказтрансгаз-2005» из города Рыздвяный, сыграл в 13 матчах, забил 2 гола. В 2008 году провёл 25 игр за молодёжный состав «Терека», забил 1 мяч в ворота соперников. 20 сентября 2009 года провёл свою 2-ю игру в Премьер-лиге, выйдя в стартовом составе матча 22-го тура против пермского «Амкара», Уциев отыграл весь матч, на 9-й минуте встречи получил жёлтую карточку за «неспортивное поведение». В 2010 году сыграл 25 матчей в чемпионате, забил 2 гола и был признан по результатам регулярных голосований после каждого тура на официальном сайте клуба лучшим игроком «Терека» в сезоне. В сентябре 2012 года в матче 7-го тура чемпионата России 2012/13 Уциев получил травму головы, столкнувшись с одноклубником Антонио Феррейрой в своей же штрафной. Выбыл на несколько недель, но вскоре возвратился в основной состав. В сезоне 2014/15 провел 25 матчей, забил два гола.

### В сборной
19 августа 2011 года Уциев был вызван в стан второй сборной России на матч c олимпийской сборной Белоруссии.

## Достижения
«Терек»
- 2-е место в Первом дивизионе России (выход в Высший дивизион): 2007

## Награды
- Медаль «За заслуги перед Чеченской Республикой» (2014)[10]
- Почётный знак «За трудовое отличие» (10 июля 2017) — за вклад в развитие физической культуры и спорта Чеченской Республики, спортивные достижения, получившие общественное признание[источник не указан 413 дней]